# Кааманьо, Франсиско Альберто
Франси́ско Альбе́рто Каама́ньо Де́ньо (исп. Francisco Alberto Caamaño Deñó, 11 июня 1932 — 16 февраля 1973) — доминиканский военный (полковник) и политический деятель, революционный президент-конституционалист в апреле-августе 1965 года, в период Доминиканской гражданской войны.

## Ранняя биография
Родился 11 июня 1932 года в Сан-Хуан-де-ла-Магуане, откуда происходила и вся его семья. Был сыном генерала Фаусто Кааманьо Медины, который был кузеном Хуана Пабло Медины де лос Сантоса, отца президента Доминиканской Республики Данило Медины Санчеса и спикера парламента страны Лусии Медины Санчес, умершего в 1986 году. Отец был видным военным деятелем во время диктатуры Рафаэля Трухильо, удостоившимся высших наград государства при этом режиме и даже занимавший должность государственного секретаря по вооружённым силам (министра обороны) с 1952 по 1955 год. Кроме него в роду были и другие заметные военные деятели, такие как Педро Плутарко Кааманьо Медина (1889–1893), его дядя, или Хорхе Касимиро Фернандес Медина, который был известным подполковником в Доминиканской армии.
Благодаря своему происхождению и семейному родству преуспел в военной карьере, поступив на службу в Доминиканский военно-морской флот в 1949 году, закончил обучение в 1952 и получил звание мичмана. Служил также в национальной армии и ВВС. Прошёл учебные курсы в США в 1954 году, в Панаме и на родине в 1954–1960 годах. В 1960 году был переведён в Национальную полицию в звании майора, где был назначен начальником боевой подготовки. Командуя подразделениями по борьбе с беспорядками в 1962 году в Пальма-Сола, был ранен.  В последние годы правления Р. Трухильо, дослужившись до звания полковника, командовал Корпусом белых шлемов Национальной полиции (аналог ОМОНа). Из-за конфликта с начальником полиции снова был направлен в армию.
В 1964 году в звании подполковника присоединился к группе заговорщиков во главе с полковником Рафаэлем Томасом Фернандесом Домингесом, целью которой было свержение правящего режима и возвращение к конституционному порядку, отменённой конституции и законному правительству Хуана Боша, отстранённому от власти военным переворотом 25 сентября 1963 года.

## Гражданская война 1965 года
Во время Доминиканской гражданской войны, начавшейся 24 апреля 1965 года, быстро выдвинулся и стал одним из лидеров движения за восстановление власти демократически избранного президента Хуана Боша. 25 апреля, Опасаясь, что толпа, собравшаяся в захваченном штурмом президентском дворце, линчует свергнутого президента Д. Рейда Кабраля, позволил тому бежать.
Стал широко известен в стране после боя 27 апреля с полуторатысячным отрядом сторонников свергнутой хунты («лоялистов») за мост Дуарте. Сторона, на которой он выступал, стала известна как «конституционалисты» из-за их стремления вернуться к законной и конституционной форме правления.
Когда конституционалисты успешно захватили и удерживали Санто-Доминго в первые дни восстания, президент США Линдон Джонсон отдал приказ о вторжении в Доминиканскую Республику 82-й воздушно-десантной дивизии ВМС США с 42 000 морских пехотинцев, под предлогом защиты жизни и имущества граждан США, названном операцией «Power Pack». Фактором, который, возможно, сыграл более весомую роль при принятии этого решения, был страх, что правление конституционалистов приведёт к установлению коммунистического режима в Доминиканской Республике, с риском «второй кубинской революции». Ф. Кааманьо принял участие во встрече в посольстве США в Санто-Доминго. где посол предложил повстанцам сдаться, на что полковник, в свою очередь, ответил: «Что ж, позвольте мне сказать вам, что мы не сдадимся и будем сражаться до конца».
28 апреля началась высадка американской морской пехоты в городах Бараона и Айна. Президент Джонсон объявил, что направил морских пехотинцев в Доминиканскую республику для «защиты граждан США». 29 апреля войска США заняли прибрежные районы столицы, а также всё побережье от города Бараона до Санто-Доминго. Повстанческие силы оказали упорное сопротивление интервентам.

## Президентство
3 мая 1965 года Национальный конгресс избрал его конституционным президентом Доминиканской Республики. Занимал этот пост до 3 сентября того же года, когда подал в отставку после подписания Закона о доминиканском примирении (институционального закона).
Во время его правления было выпущено 4 официальных бюллетеня с 62 указами и 14 законами.
15-19 мая руководил сопротивлением сторонникам прежней хунты, попытавшимся захватить столицу. В ходе боёв проявил личную смелость.
После нескольких месяцев боев конституционалистов с иностранными войсками, которые превосходили их по численности и вооружению, Ф. Кааманьо и его сторонники согласились на навязанное правительством США соглашение о примирении и таким образом покончили с конституционалистским правлением.

## Последний период жизни
19 декабря 1965 года в отеле «Matum» в г. Сантьяго-де-лос-Трейнта-Кабальерос специальный отряд военнослужащих доминиканской армии попытался убить Ф. Кааманьо и группу его сторонников, занимавших руководящие посты в армии. После ожесточённого боя нападение удалось отбить, в поддержку полковника в Санто-Доминго немедленно прошла массовая демонстрация.
После длительных переговоров с конституционалистами временный президент Доминиканской Республики Эктор Гарсиа Годой 11 января 1966 года назначил Ф. Кааманьо военным атташе в посольство в Великобритании. Перед отъездом он заявил на специальной пресс-конференции: «Я не буду считать Доминиканскую Республику свободной до тех пор, пока иностранные войска вторжения остаются в стране. Я уезжаю из страны, чтобы, как военный, исполнить указ того, кого поддержал на посту президента. Мы не можем не соблюдать постановления Президента Республики». После его отъезда начались широкие репрессии против его сторонников и других конституционалистов
В Лондоне с ним связались представители кубинского руководства, в результате чего он 23 октября 1967 года эмигрировал на Кубу. Его попытки создать Патриотический фронт на основе нескольких политических партий и движений окончились неудачей. После этого перешёл к созданию партизанской группы с целью возглавить вооружённое сопротивление режиму соратника диктатора Рафаэля Трухильо, его бывшего советника и недолгое время марионеточного президента, Х. Балагера, ставшего президентом после фальсифицированных выборов.

## Смерть
Группа поддержки Ф. Кааманьо во главе с Амором Херманом Аристи, которая должна была создать условия для успешной высадки повстанческого отряда на территории Доминиканской Республики, ещё 12 января 1971 года попала в засаду, организованную армией, и была уничтожена во время ожесточённого боя, в котором участвовали тяжёлая артиллерия и даже самолёты.
В ночь на 2 февраля 1973 года Ф. Кааманьо возглавил высадку небольшой группы повстанцев (9 человек) в Плайя-Караколесе, недалеко от Асуа-де-Компостелы (провинция Асуа} на юго-западе страны.
После двух недель партизанской войны против регулярной армии, и не получив столь желанной поддержки крестьян, отряд был почти полностью уничтожен, а Ф. Кааманьо взят в плен и убит. Его тело было показано небольшой группе журналистов, которых на вертолете доставили к месту гибели партизан в районе Нисайто (Ла-Орма-де-Сан-Хосе-де-Окоа) в Центральных Кордильерах (гористая местность в провинции Сан-Хосе-де-Окоа). Более поздние свидетельства подтвердили, что он, будучи захвачен раненым солдатами Национальной армии, по указанию Х. Балагера был застрелен без суда и следствия, расчленён, а его останки сожжены. . В конце марта вооруженные силы объявили о ликвидации партизанского очага.
Через 20 лет после его гибели доминиканское правительство официально признало Ф. Кааманьо героем за его попытки восстановить суверенитет и законное правительство в своей стране. В Санто-Доминго и Сан-Фелипе-де-Пуэрто-Плата есть проспекты имени президента Франсиско Кааманьо. Столичная станция метро названа в его честь. Есть несколько памятников и памятный знак на месте его гибели.
24 апреля 2013 года в знак признания заслуг он был захоронен в кенотафе в Национальном пантеоне. Предполагаемые останки были эксгумированы после 27-летнего захоронения на кладбище Авенида Максимо Гомес, однако анализ ДНК не подтвердил их подлинность.
Отличался личной честностью, военным профессионализмом и храбростью.